# أديب آق بيرم
أحمد أديب آق بيرم (بالتركية: Ahmet Edip Akbayram)‏ (29 ديسمبر 1950 - 2 مارس 2025)، هو موسيقي تركي. وُلد في عنتاب. توفي في 4 يناير 2025 بعد أن نُقل إلى مستشفى حيدر باشا جراء إصابته بنوبة التهاب رئوي، حيث أدخل العناية المركزة لمعاناته من نزيف داخلي.

## روابط خارجية
- أديب آق بيرم على موقع IMDb (الإنجليزية)
- أديب آق بيرم على موقع ميوزك برينز (الإنجليزية)
- أديب آق بيرم على موقع أول ميوزيك (الإنجليزية)
- أديب آق بيرم على موقع ديسكوغز (الإنجليزية)